# Lorcières
Lorcières é uma comuna francesa na região administrativa de Auvérnia-Ródano-Alpes, no departamento de Cantal. Estende-se por uma área de 21,92 km². Em 2010 a comuna tinha 176 habitantes (densidade: 8 hab./km²).